# Acoperământ de mormânt

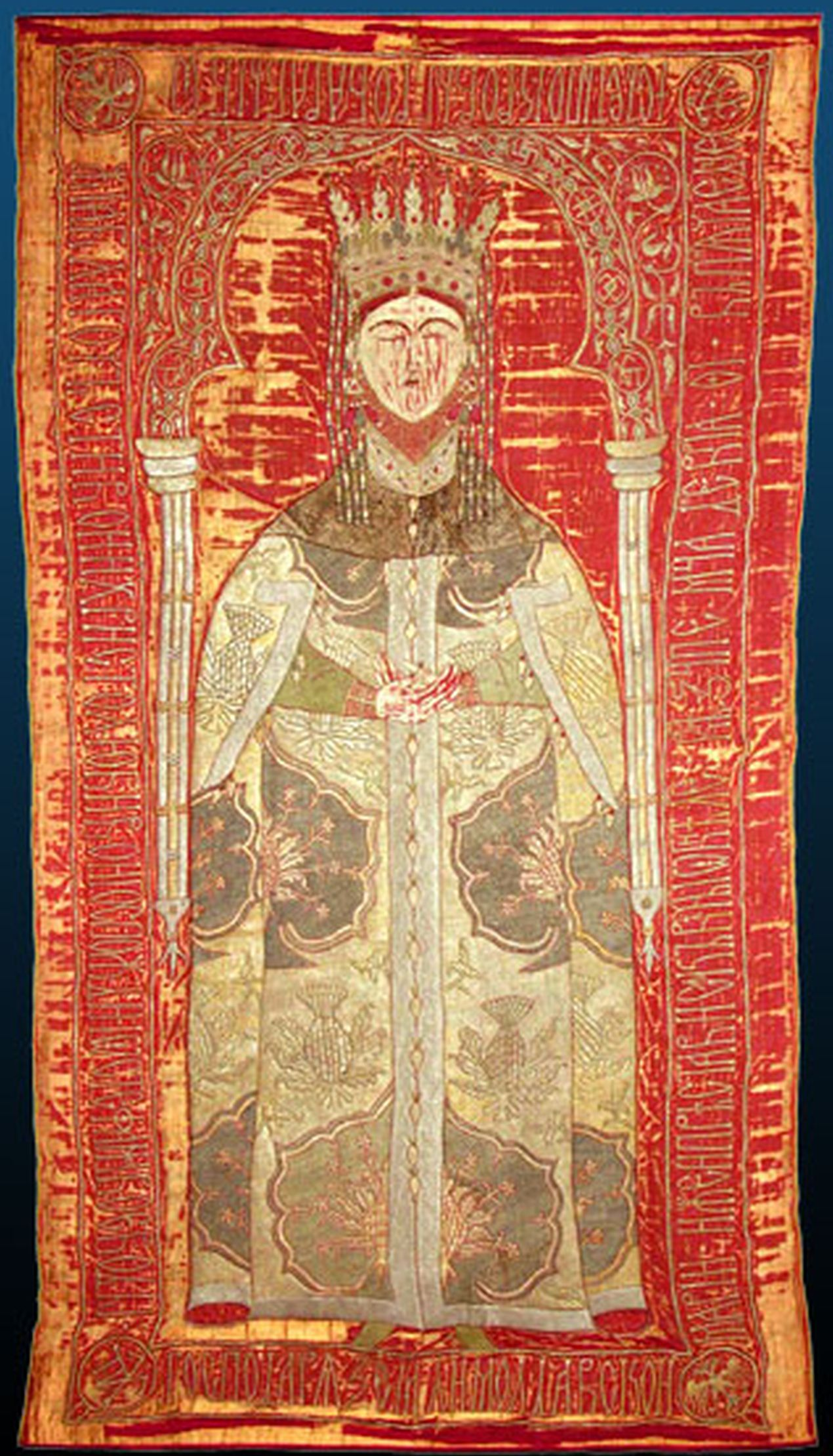
Acoperamântul Mariei de Mangop

Acoperământul de mormânt este un obiect de cult, confecționat din țesături și broderii, cu dimensiuni, decorații și semnificații distincte, destinate să împodobească pietrele tombale ale mormintelor aflate în biserici, aparținând elitei ocietății feudale - domni și boieri mari. Ele erau așezate în zilele de sărbătoare sau cu ocazii comemorative ale persoanei înmormântate acolo. 
Acoperămintele de morminte se confecționau din cele mai scumpe țesături, din atlazuri și brocarturi strălucitoare, decorate cu motive stilistice vegetale sau geometrice, țesute în fir de aur, de argint și de mătase, la care se adăugau chenarele marginale cu inscripții comemorative, brodate în fire la fel de prețioase. 
Cea mai reprezentativă lucrare de broderie din această categorie, ca valoare istorică și artistică, este Acoperământul Mariei de Mangop, soția lui Ștefan cel Mare, păstrat la Mănăstirea Putna.

## Vezi și
- Acoperământ de pristol
- Acoperământ de tetrapod